# Rudolf Hellgrewe

Rudolf Hellgrewe

Martin Reinhold Robert Rudolf Hellgrewe (* 6. Oktober 1860 in Hammerstein, Westpreußen; † 5. September 1926 in Berlin) war ein deutscher Landschaftsmaler und Illustrator von Reiseliteratur. Er lebte in Berlin, wo er an der Unterrichtsanstalt des Kunstgewerbemuseums Berlin lehrte und sich später zum wohl bekanntesten Kolonialmaler entwickelte.

## Leben
Hellgrewe besuchte zunächst die Königstädtische Realschule, danach die Andreas-Realschule in Berlin und studierte an der Berliner Kunstakademie, wo er ein Schüler von Eugen Bracht und Christian Wilberg war. Danach widmete er sich der Malerei, vor allem der Landschaftsmalerei. Seine Motive fand er vor allem in der märkischen Landschaft, deren Schönheit er als erster entdeckte. Schnell wurde er zum „Maler märkischer Seen und Sonnenuntergänge“ und erreichte große Popularität. Dieser Erfolg verleitete ihn – schon um der steten Nachfrage gerecht zu werden – in späteren Jahren immer wieder zu fast identischen Wiederholungen seiner Motive.

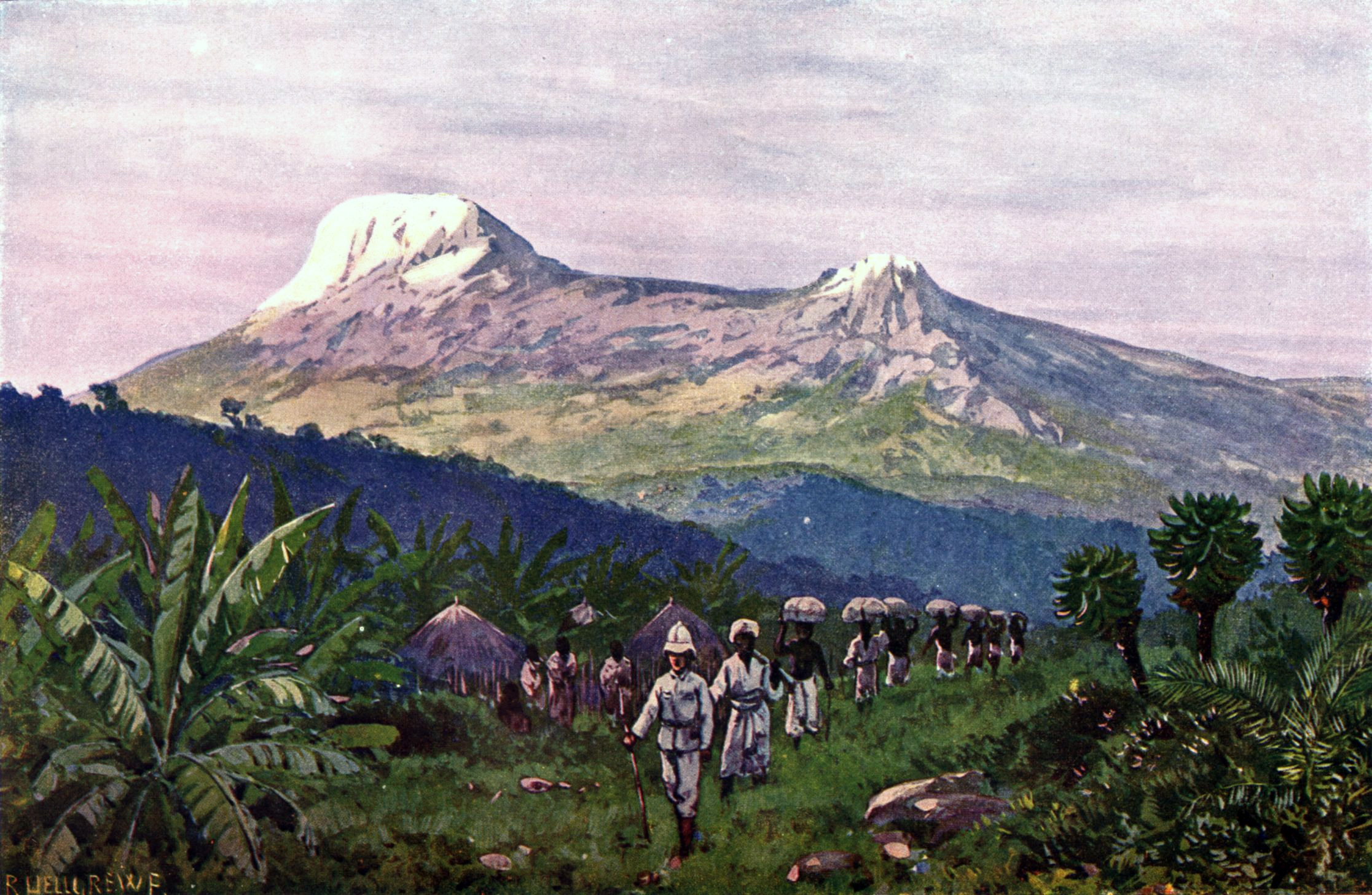
Ansicht des Kilimandscharo zur deutschen Kolonialzeit von Rudolf Hellgrewe

In den Jahren 1885 und 1886 machte er eine Reise nach Ostafrika, wo weitere zahlreiche Bilder entstanden.
Außerdem arbeitete er als Illustrator zu den Büchern der Afrikaforscher und Kolonialisten Carl Peters und Hermann von Wissmann und zahlreicher afrikanischer Reisewerke. Er schuf Kolonialdioramen aus allen Kolonien und koloniale Anschauungsbilder für Schulen.
Hellgrewe gehörte zu den Gründern des Deutschen Kolonialmuseums und nahm an den deutschen Kolonialausstellungen von 1896 und 1907 teil. Er war Mitglied im Berliner Schriftsteller-Klub.
Im Jahr 1903 wurde in Berlin das große Deutsche Kolonialhaus errichtet. Die Architektur orientierte sich dabei an kolonialen Motiven; die Ausführung geht auf Rudolf Hellgrewe zurück, der auch die Innenausstattung durch kolonial-inspirierte Deckengemälde bereicherte.
Hellgrewe starb 1926 im Auguste-Viktoria-Krankenhaus in Berlin-Schöneberg.

## Auszeichnungen
- 1901: Medaille für Kunst und Wissenschaft des Großherzogtums Mecklenburg-Schwerin
- Ehrenmedaille der Geographischen Gesellschaft zu Jena

## Familie
Hellgrewe heiratete am 2. April 1887 Anna geb. Lagatz, mit der er drei Kinder hatte:
- Joachim (* 31. Dezember 1887 in Halle (Saale);[4] † 30. März 1956), der in die Fußstapfen seines Vaters trat und als Landschaftsmaler, Restaurator und Grafiker in Halle tätig war. Seine Tochter Jutta Hellgrewe wurde eine bekannte Illustratorin von Kinder- und Jugendbüchern in der DDR.
- Annemarie (* 23. Februar 1891)
- Wolf Dietrich (* 20. Juli 1894)

## Werke
- Aus Deutsch-Ostafrika. Berlin 1888. (Buchillustrationen)
- Kurd Schwabe: Mit Schwert und Pflug in Deutsch-Südwestafrika. Vier Kriegs- und Wanderjahre. Mit zahlreichen Karten und Skizzen sowie Abbildungen nach photographischen Aufnahmen. Mittler, Berlin 1899. (Buchillustrationen).